# Universidad Técnica Checa en Praga
La Universidad Técnica Checa en Praga (en checo: České vysoké učení technické v Praze, ČVUT) es una universidad pública ubicada en Praga, la capital de Chequia, con algunas sedes en Kladno y Děčín.
Fundada como una escuela para ingenieros a principios del siglo XVIII por el emperador José I de Habsburgo (a solicitud de Christian Josef Willenberg, un experto en fortificaciones) es al día de hoy es una de las universidades civiles especializadas en tecnología más antiguas de Europa.
En las clasificaciones académicas de referencia aparece en el lugar 403 del Ranking Mundial de Universidades elaborado por Quacquarelli Symonds, en el rango 801-900 del Ranking Académico de las Universidades del Mundo elaborado por la Universidad Jiao Tong de Shanghái y en el rango 1001-1200 en la clasificación del Times Higher Education del Reino Unido.
A finales de 2024, la universidad ofrecía 227 programas académicos de los cuales 94 se impartían en una lengua extranjera (principalmente en inglés) y su tasa de admisión era del 52%. El 19.5% del alumnado era de origen extranjero y el 30.8% eran mujeres.